# Foro externo e interno
No direito canônico da Igreja Católica, existe uma distinção entre o Foro interno, onde um ato de governo é feito sem publicidade, e o Foro externo, onde o ato é público e verificável.
Assim, o nome das partes em um casamento contraído no foro externo são anotados num registro público, mas um casamento celebrado secretamente pode ser anotado em um registro especial guardado no arquivo secreto da cúria diocesana.
A distinção entre o foro interno e o foro externo é reconhecido no Código de Direito Canônico, que diz: "O poder de governo de si exerce-se para o foro externo; algumas vezes, porém, só para o foro interno, mas de forma que os efeitos, que o seu exercí-cio possa vir a ter no foro externo, não sejam reconhecidos neste foro, a não ser na medida em que pelo direito tal tenha sido estabelecido para casos determinados".
Dentro do foro interno existe também uma distinção entre o foro sacramental interno e o foro não-sacramental interno, em que o primeiro constituí as questões relacionadas ao sacramento da Penitência, e portanto, também é protegido pelo sigilo de confissão, enquanto o segundo se dá fora do sacramento.
Às vezes, o poder de governo é concedido para o foro sacramental interior somente: em cada diocese um padre é nomeado que tem a faculdade, que ele não pode delegar a outros, de "O cónego penitenciário da igreja catedral ou da igreja colegiada, em virtude do oficio tem a faculdade ordinária, que não pode delegar a outrem, de absolver no foro sacramental das censuras latae sententiae não declaradas nem reservadas à Sé Apostólica, em toda a diocese também os estranhos à diocese e os diocesanos mesmo fora do território da diocese".
Na Cúria Romana, a Penitenciaria Apostólica tem competência para assuntos do foro interno, tanto sacramental e não-sacramental, mas em alguns casos as suas decisões também dizem respeito ao foro externo, como quando, a menos que indique o contrário, a dispensa que concede no foro não sacramental interno de um impedimento oculto de casamento, mesmo se o impedimento oculto mais tarde se torna público.
O termo "foro interno" é usado às vezes em conexão com o controversa  "solução de foro interno", ao qual afirma que, alguém pode receber a sagrada comunhão quando está convencido de que um casamento anterior foi inválido, mas que não pode provar isso externamente de modo a obter uma anulação. Esta porém não é uma solução canónica. 